# 陳珦 (唐朝)
陳珦（680年—742年），一名伯珙，字朝佩，號松洲，唐代将领陳元光之子，後襲父職，除漳州刺史。

## 簡介
調露二年（680年）庚辰出生，沉靜寡言，自幼聰慧過人、過目不忘，師從刺史別駕許天正。唐萬歲通天元年（697年）明經及第，授翰林承旨直學士。
武后稱制以後，因朝政紛亂，乞疏歸養。景龍二年（708年）龍溪縣令席宏隆禮聘陳珦創辦松洲書院，聚徒四十人，“民風移醜陋，土俗轉醖醇”。
唐睿宗景雲二年（711年），陳元光討伐蠻亂，因為援兵晚到，被敵將藍奉高刺傷陣亡，卒於漳浦，珦守制。唐玄宗先天元年（712年），繼任漳州刺史。開元三年（715年）珦率兵夜襲蠻峒，斬殺藍奉高，以報父仇。
天寶元年（742年）病逝，其子陳酆奉敕令續主州事。